# Pseudotetramesa doksensis
Pseudotetramesa doksensis är en stekelart som beskrevs av Kalina 1970. Pseudotetramesa doksensis ingår i släktet Pseudotetramesa och familjen kragglanssteklar.
Artens utbredningsområde är Tjeckien. Inga underarter finns listade i Catalogue of Life.